# Meux (Charente-Maritime)
Pour les articles homonymes, voir Meux.
Meux est une commune du Sud-Ouest de la France située dans le département de la Charente-Maritime, en région Nouvelle-Aquitaine.
Ses habitants sont appelés les Meuxois et les Meuxoises.

## Géographie
Meux est une des étapes d'un sentier de grande randonnée balisé, le GR 360.

### Communes limitrophes
| Réaux sur Trèfle | Allas-Champagne |                         |
|                  | Meux            | Saint-Ciers-Champagne   |
| Champagnac       |                 | Saint-Germain-de-Vibrac |

## Urbanisme

### Typologie
Au 1er janvier 2024, Meux est catégorisée commune rurale à habitat très dispersé, selon la nouvelle grille communale de densité à 7 niveaux définie par l'Insee en 2022.
Elle est située hors unité urbaine. Par ailleurs la commune fait partie de l'aire d'attraction de Jonzac, dont elle est une commune de la couronne,. Cette aire, qui regroupe 35 communes, est catégorisée dans les aires de moins de 50 000 habitants,.

### Occupation des sols
L'occupation des sols de la commune, telle qu'elle ressort de la base de données européenne d’occupation biophysique des sols Corine Land Cover (CLC), est marquée par l'importance des territoires agricoles (92,4 % en 2018), une proportion identique à celle de 1990 (92,4 %). La répartition détaillée en 2018 est la suivante : 
cultures permanentes (36,3 %), zones agricoles hétérogènes (33,6 %), terres arables (19,6 %), forêts (7,6 %), prairies (2,8 %). L'évolution de l’occupation des sols de la commune et de ses infrastructures peut être observée sur les différentes représentations cartographiques du territoire : la carte de Cassini (XVIIIe siècle), la carte d'état-major (1820-1866) et les cartes ou photos aériennes de l'IGN pour la période actuelle (1950 à aujourd'hui).

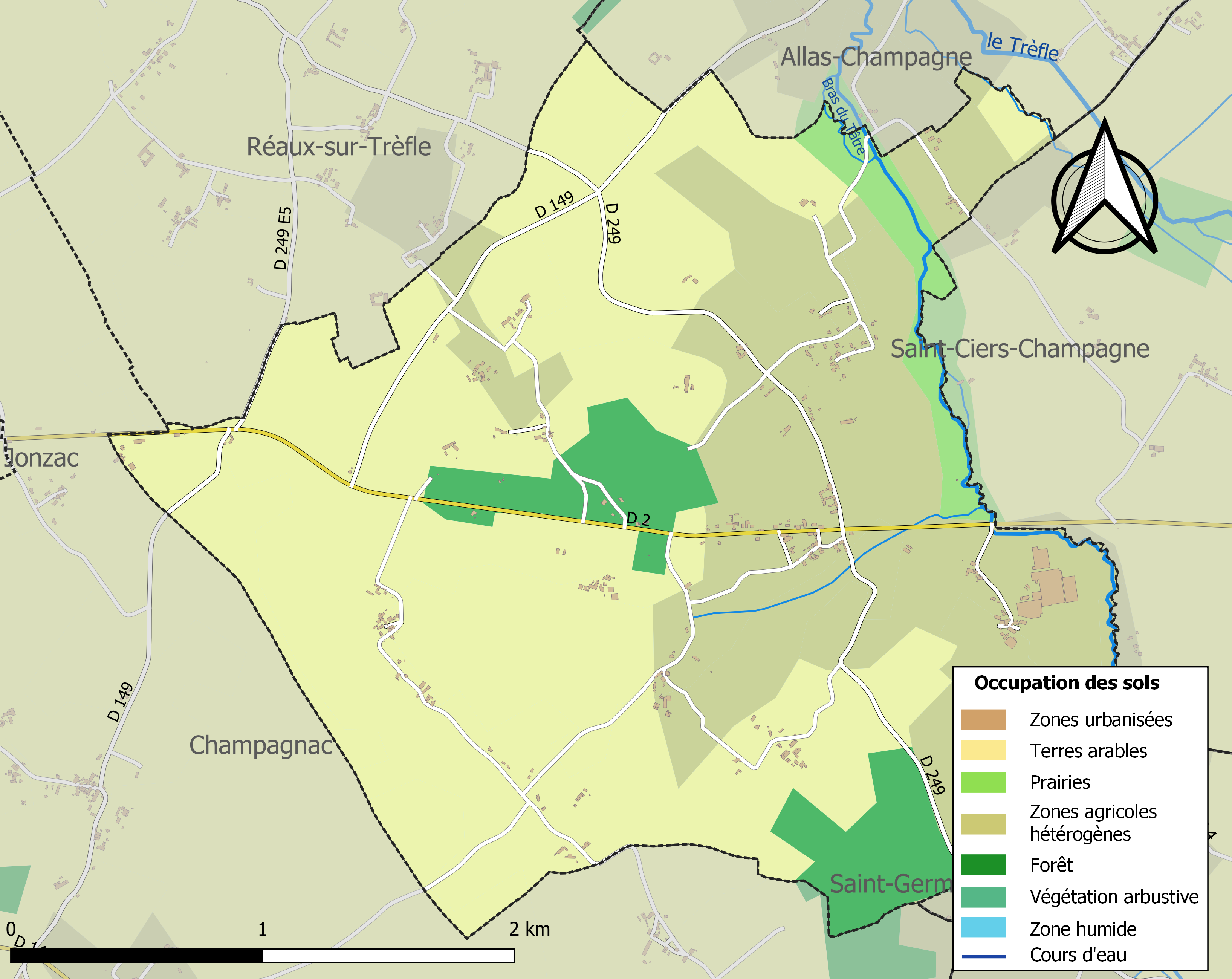
Carte des infrastructures et de l'occupation des sols de la commune en 2018 (CLC).

### Risques majeurs
Le territoire de la commune de Meux est vulnérable à différents aléas naturels : météorologiques (tempête, orage, neige, grand froid, canicule ou sécheresse), inondations, mouvements de terrains et séisme (sismicité faible). Il est également exposé à un risque technologique,  le transport de matières dangereuses. Un site publié par le BRGM permet d'évaluer simplement et rapidement les risques d'un bien localisé soit par son adresse soit par le numéro de sa parcelle.

#### Risques naturels
Certaines parties du territoire communal sont susceptibles d’être affectées par le risque d’inondation par débordement de cours d'eau, notamment le Tâtre. La commune a été reconnue en état de catastrophe naturelle au titre des dommages causés par les inondations et coulées de boue survenues en 1982, 1993, 1999, 2010 et 2018,.

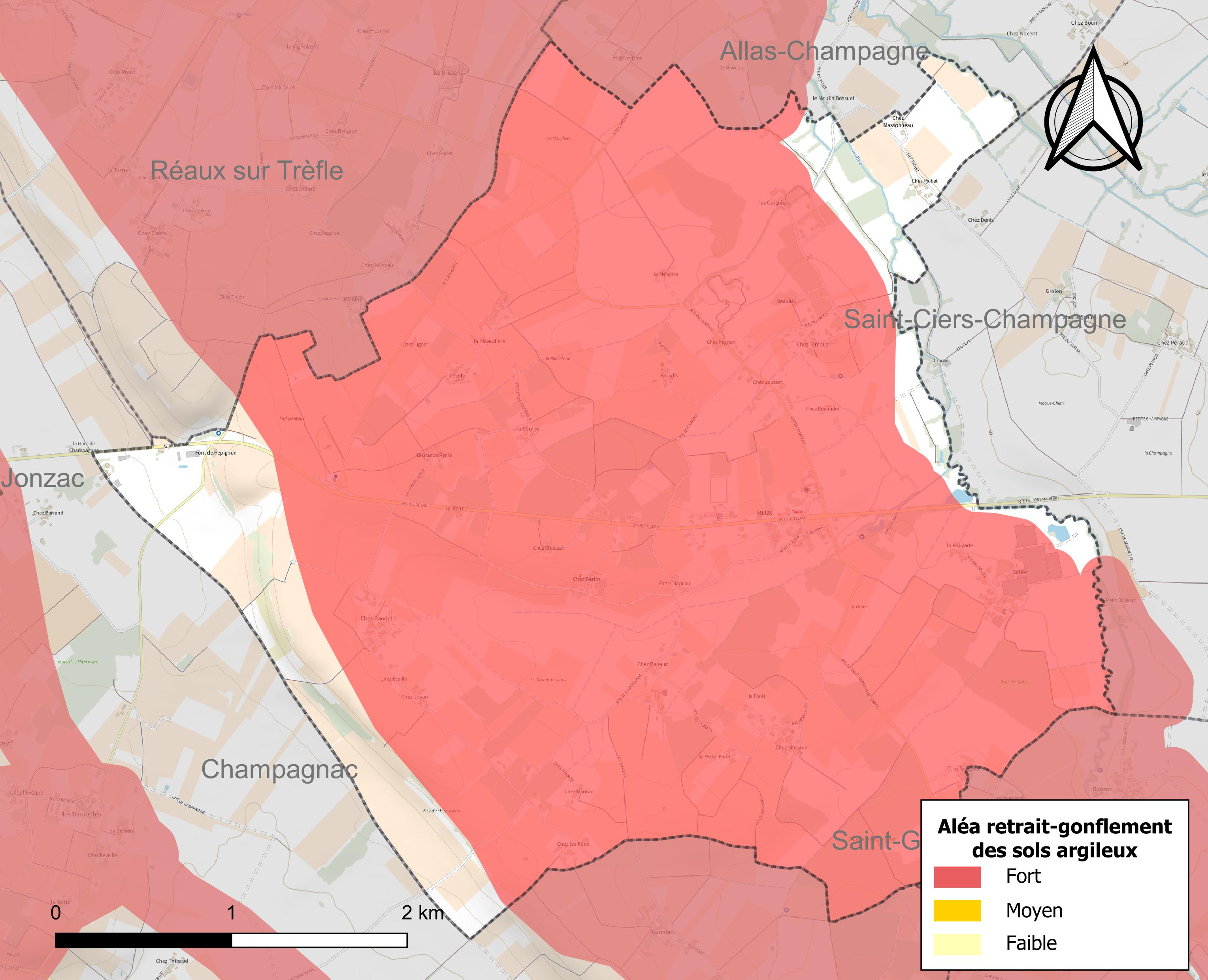
Carte des zones d'aléa retrait-gonflement des sols argileux de Meux.

Les mouvements de terrains susceptibles de se produire sur la commune sont des tassements différentiels.
Le retrait-gonflement des sols argileux est susceptible d'engendrer des dommages importants aux bâtiments en cas d’alternance de périodes de sécheresse et de pluie. 85,6 % de la superficie communale est en aléa moyen ou fort (54,2 % au niveau départemental et 48,5 % au niveau national). Sur les 179 bâtiments dénombrés sur la commune en 2019,  171 sont en aléa moyen ou fort, soit 96 %, à comparer aux 57 % au niveau départemental et 54 % au niveau national. Une cartographie de l'exposition du territoire national au retrait gonflement des sols argileux est disponible sur le site du BRGM,.
Par ailleurs, afin de mieux appréhender le risque d’affaissement de terrain, l'inventaire national des cavités souterraines permet de localiser celles situées sur la commune.
Concernant les mouvements de terrains, la commune a été reconnue en état de catastrophe naturelle au titre des dommages causés par la sécheresse en 2003 et par des mouvements de terrain en 1999 et 2010.

#### Risques technologiques
Le risque de transport de matières dangereuses sur la commune est lié à sa traversée par une ou des infrastructures routières ou ferroviaires importantes ou la présence d'une canalisation de transport d'hydrocarbures. Un accident se produisant sur de telles infrastructures est susceptible d’avoir des effets graves sur les biens, les personnes ou l'environnement, selon la nature du matériau transporté. Des dispositions d’urbanisme peuvent être préconisées en conséquence.

## Histoire
Geoffroy de Meux est attesté seigneur de Meux en 1250 et sa descendante apporte la terre de Meux en dot lors de son mariage en 1444 avec Louis Chesnel. Le château qui avait été détruit par les Anglais durant la guerre de Cent Ans est reconstruit de 1450 à 1480. Il possédait alors deux tours qui ont disparu.
Il est vendu par Marie-Angélique Chesnel en 1712 et change plusieurs fois de mains avant de revenir aux Laage de Meux.

## Administration

### Liste des maires
| Période                                  | Période  | Identité           | Étiquette | Qualité   |
| ---------------------------------------- | -------- | ------------------ | --------- | --------- |
| 1995                                     | 2014     | Sylvère Cochonneau |           |           |
| 2014                                     | En cours | Annick Jamet       | DVD       | Retraitée |
| Les données manquantes sont à compléter. |          |                    |           |           |

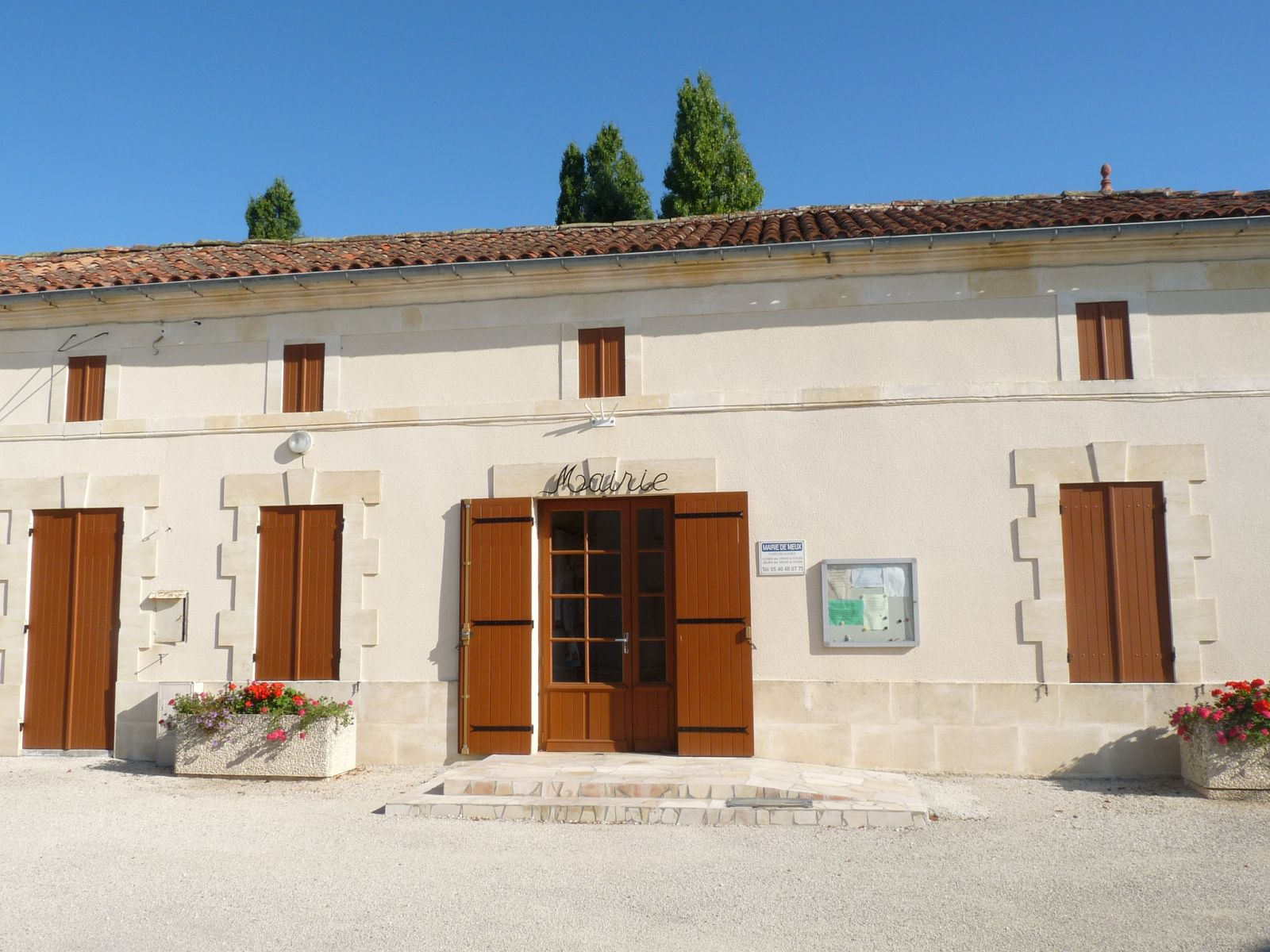
La mairie de Meux.

La commune de Meux a été créée  en 1793, dans le département de la Charente-Inférieure qui est devenu Charente-Maritime en 1941. Elle faisait partie du district de Pons puis de l'arrondissement de Jonzac en 1801 et toujours du canton de Jonzac.
Meux fait partie de la plus vaste communauté de communes de France, la communauté de communes de la Haute-Saintonge, avec 122 autres communes du sud de la Charente-Maritime représentant 54 900 habitants et près de 24 % de la superficie du département.

## Démographie

### Évolution démographique
L'évolution du nombre d'habitants est connue à travers les recensements de la population effectués dans la commune depuis 1793. Pour les communes de moins de 10 000 habitants, une enquête de recensement portant sur toute la population est réalisée tous les cinq ans, les populations de référence des années intermédiaires étant quant à elles estimées par interpolation ou extrapolation. Pour la commune, le premier recensement exhaustif entrant dans le cadre du nouveau dispositif a été réalisé en 2005.

En 2022, la commune comptait 329 habitants, en évolution de +7,52 % par rapport à 2016 (Charente-Maritime : +4,04 %, France hors Mayotte : +2,11 %).
| 1793 | 1800 | 1806 | 1821 | 1831 | 1836 | 1841 | 1846 | 1851 |
| ---- | ---- | ---- | ---- | ---- | ---- | ---- | ---- | ---- |
| 551  | 519  | 538  | 501  | 504  | 494  | 484  | 513  | 489  |

| 1856 | 1861 | 1866 | 1872 | 1876 | 1881 | 1886 | 1891 | 1896 |
| ---- | ---- | ---- | ---- | ---- | ---- | ---- | ---- | ---- |
| 511  | 483  | 472  | 451  | 432  | 435  | 446  | 369  | 356  |

| 1901 | 1906 | 1911 | 1921 | 1926 | 1931 | 1936 | 1946 | 1954 |
| ---- | ---- | ---- | ---- | ---- | ---- | ---- | ---- | ---- |
| 329  | 375  | 374  | 363  | 373  | 320  | 311  | 309  | 308  |

| 1962 | 1968 | 1975 | 1982 | 1990 | 1999 | 2005 | 2006 | 2010 |
| ---- | ---- | ---- | ---- | ---- | ---- | ---- | ---- | ---- |
| 276  | 264  | 255  | 274  | 310  | 307  | 288  | 291  | 295  |

| 2015 | 2020 | 2022 | - | - | - | - | - | - |
| ---- | ---- | ---- | - | - | - | - | - | - |
| 300  | 330  | 329  | - | - | - | - | - | - |

C'est durant tout le XIXe siècle que Meux a vu sa population diminuer, puis elle s'est stabilisée.

## Économie

### Agriculture
La viticulture est une ressource économique importante de la commune, qui est située en Petite Champagne, dans la zone d'appellation d'origine contrôlée du cognac.

## Lieux et monuments

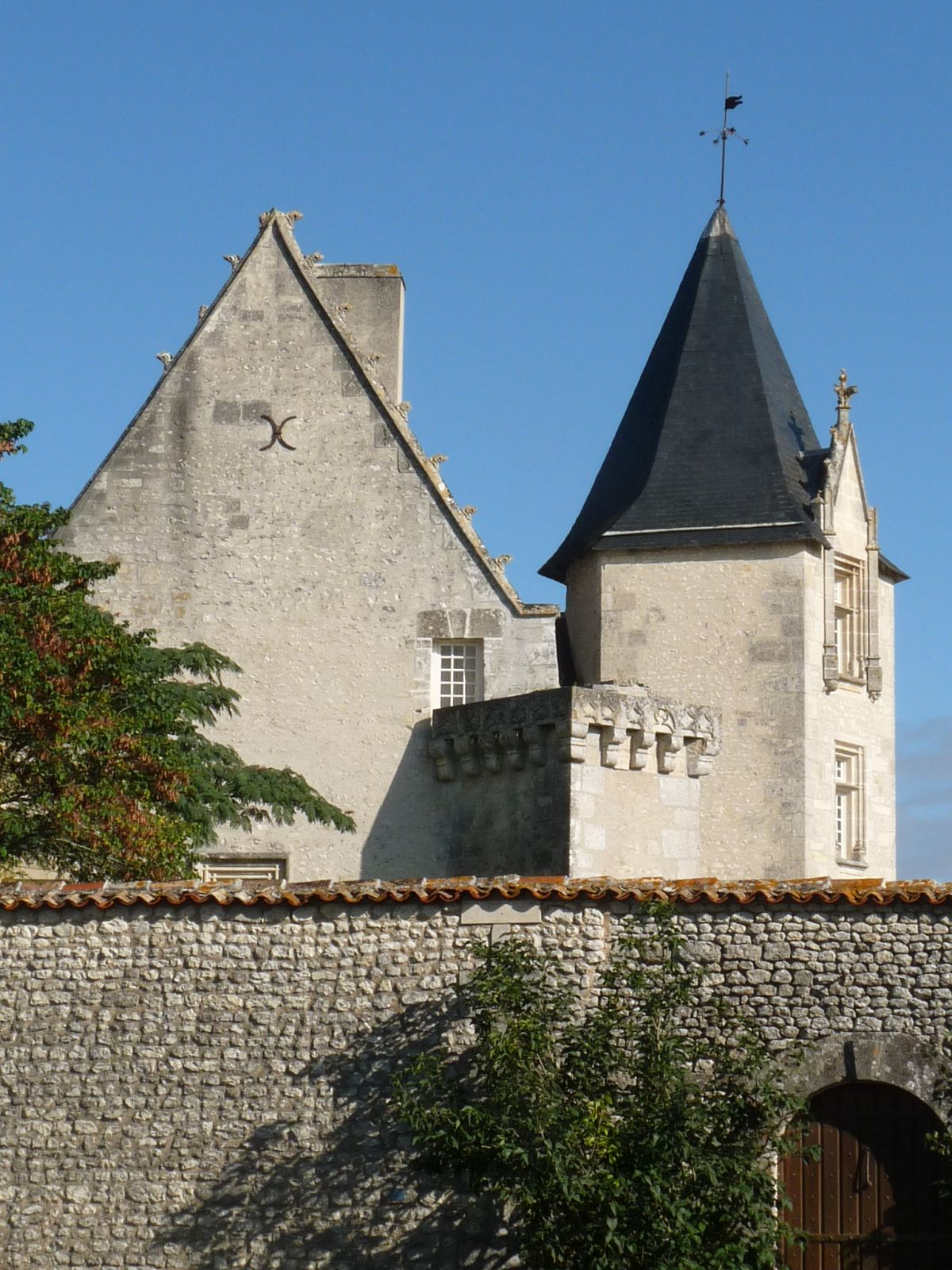
Le château vu de l'église.

Le château de Meux a été reconstruit au XVe siècle après le départ des Anglais sur la base d'une tour carré (des meurtrières ont été retrouvées lors des travaux). Il est de style flamboyant, avec une tour polygonale à toit à pans coupés percé d'une fenêtre ornée de broderies de pierre. Une terrasse de défense a ensuite été coiffée d'un toit d tuiles plates qui cache la base de la poivrière.
Une seconde tour d'escalier, ronde et de l'autre côté une grosse tour ronde ont été détruites au XIXe siècle et il existe des gravures datant d'avant leur destruction. Autour, un jardin à la française a été recomposé. Il est inscrit aux monuments historiques depuis 1975.

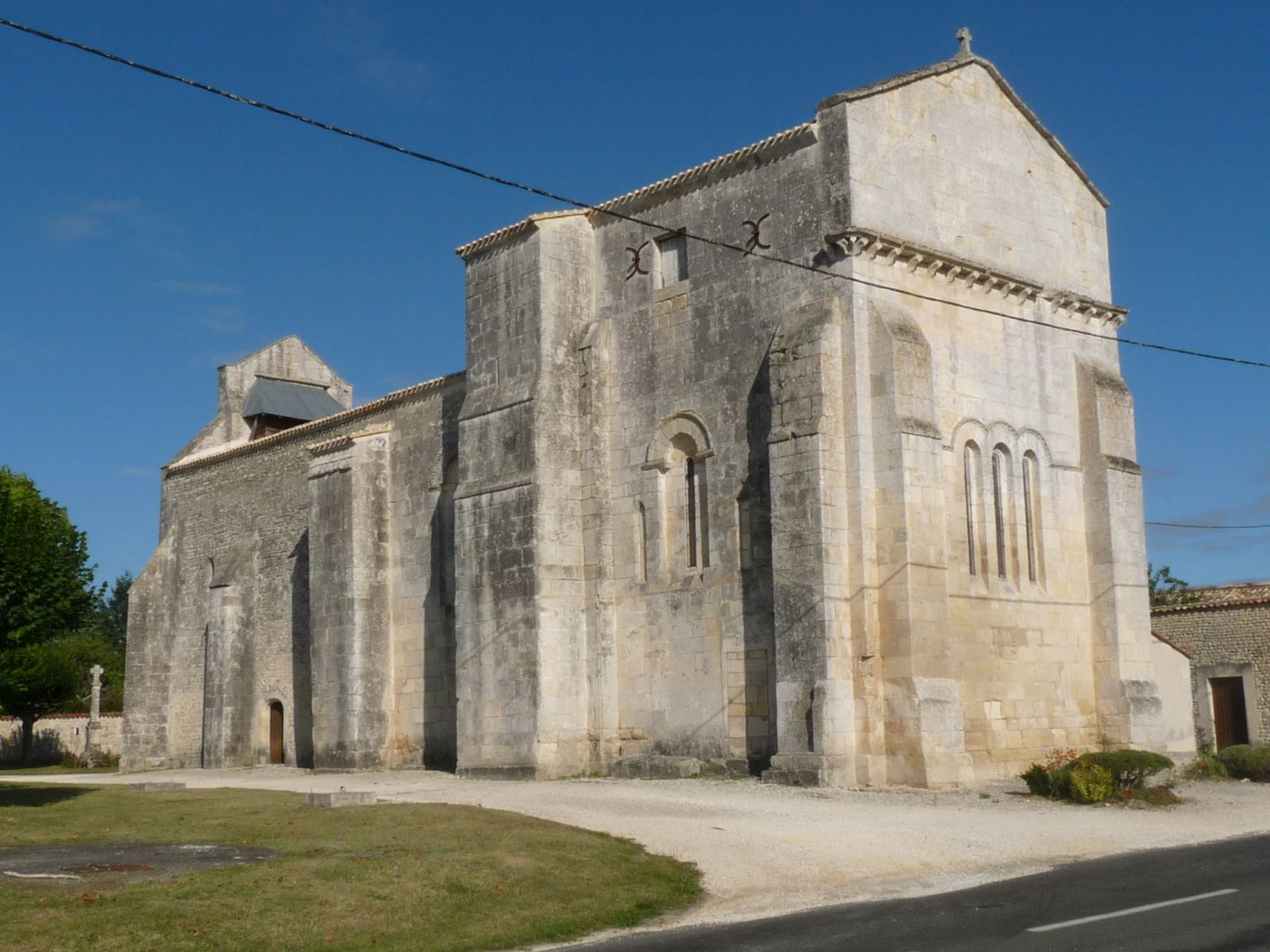
L'église Saint-Martin.

L'église paroissiale Saint-Martin de Meux qui a été dans un premier temps chapelle seigneuriale, date du XIIe siècle. Sa nef a été modifiée au XVe siècle et elle a été fortifiée par constitution d'une chambre haute percée d'archères. Le clocher a été abattu avant la Révolution. Elle a été inscrite monument historique le 5 décembre 2000.

## Personnalités liées à la commune
Marguerite de Meux  (1267 1294)
Fille de Geoffroy de Meux